# Étienne Courtine
Pas d'image ? Cliquez ici

a Compétitions nationales et continentales officielles uniquement.

b Matchs officiels uniquement.
Étienne Courtine, né le 20 avril 1939 à Monsempron et mort le 18 décembre 2017 à Villeneuve-sur-Lot, est un joueur de rugby à XIII international français.
Il réalise sa carrière en rugby à XIII à Villeneuve-sur-Lot où il est un des artisans du doublé Championnat de France 1964/Coupe de France : 1964. Il prend part à plusieurs autres finales à Villeneuve  mais sans succès.
En raison de ses performances en club, il connaît cinq sélections en équipe de France entre 1964 et 1966.

## Palmarès
- Collectif :
  - Vainqueur du Championnat de France : 1964 (Villeneuve-sur-Lot).
  - Vainqueur de la Coupe de France : 1964 (Villeneuve-sur-Lot)
  - Finaliste du Championnat de France : 1962 et 1965 (Villeneuve-sur-Lot).
  - Finaliste de la Coupe de France : 1966 (Villeneuve-sur-Lot)